# Mademoiselle Juliette
«Mademoiselle Juliette» (с фр. — «Мадемуазель Джульетта») — восьмой сингл французской певицы Alizée, выпущенная в качестве первого сингла с её третьего альбома Psychédélices. Релиз состоялся 30 сентября 2007 года, а сама композиция стала первым релизом певицы за 4 года.

## Релиз и продвижение
Песня вышла 30 сентября 2007 года. За три дня до этого Alizée появилась на французской радиостанции NRJ для рекламы композиции. 27 сентября сингл стал доступным сперва в цифровом магазине Virgin Megastores. Однако вскоре он был удалён, а руководство компании заявило об ошибке.

## Список композиций

### Французский CD макси-сингл
1. «Mademoiselle Juliette» (Album version) — 3:05
2. «Mademoiselle Juliette» (Datsu Remix Radio Edit) — 3:22
3. «Mademoiselle Juliette» (Abz Remix) — 3:07
4. «Mademoiselle Juliette» (Potch & Easyjay Remix) — 3:06
5. «Mademoiselle Juliette» (Shazo Remix) — 4:20
6. «Mademoiselle Juliette» (Deefire 2 Remix) — 3:05
7. «Mademoiselle Juliette» (Datsu Remix — Extended version) — 4:48
8. «Mademoiselle Juliette» (Push Up Plump DJs Remix) — 7:24
9. «Mademoiselle Juliette» (Alber Kam Remix — Extended version) — 7:03

### Французская грампластинка
A Side:
1. «Mademoiselle Juliette» (Radio edit) — 2:21
2. «Mademoiselle Juliette» (Push Up Plump DJs Dub Remix) — 7:20
3. «Mademoiselle Juliette» (Datsu Remix — Extended version) — 4:48
4. «Mademoiselle Juliette» (Shazo Remix) — 4:20
5. «Mademoiselle Juliette» (Deefire 2 Remix) — 3:05

B Side:
1. «Mademoiselle Juliette» (Push Up Plump DJs Remix) — 7:24
2. «Mademoiselle Juliette» (Alber Kam Remix — Extended version) — 7:03
3. «Mademoiselle Juliette» (Potch & Easyjay Remix) — 3:06
4. «Mademoiselle Juliette» (Acapella) — 3:05

## Музыкальное видео
Видеоклип был выпущен 19 ноября 2007 года. В нём Alizée танцует и веселится вместе с Киммосато и его друзьями в средневековом замке. Режиссёром выступил Жюльен Роттерман.

## Чарты
Сингл стартовал на 22 месте во французском чарте синглов Top 100. Спустя неделю он сошёл на 52 место, и лишь спустя 6 недель покинул чарт.
Во французском цифровом чарте композиция дебютировала на 13 позиции, и неделю спустя вылетел оттуда. Но после рекламной кампании, посвящённой альбому и синглу, песня вернулась в чарт на 26 место.
| Чарт (2007)               | Наивысшее место |
| ------------------------- | --------------- |
| Бельгия (Валлония)        | 44              |
| Франция                   | 22              |
| Французский цифровой чарт | 13              |
| Россия                    | 44              |
| Eurochart Hot 100 Singles | 77              |

## Приём
- Stéréology: «Великолепная-поп песня, мгновенно остающаяся в голове»[11].